# Goliath Awaits
Goliath Awaits is een Amerikaanse miniserie in vier delen uit 1981 naar een script van Richard M. Bluelen Pat Fielder. De film werd geregisseerd door Kevin Connor.
51 acteurs en atrices, meer dan zestig bemanningsleden van de RMS Queen Mary en enkele honderden figuranten, maakten Goliath Awaits tot een serie die al snel haar weg vond in de tv-wereld, maar die Columbia Pictures miljoenen guldens kostte.
In Nederland werd de serie destijds in twee delen op televisie uitgezonden op Nederland 1 van 20:32 uur tot 21:20 uur door het publieke Veronica op woensdag 28 april 1982 en woensdag 5 mei 1982.

## Verhaal
Rond 1980 vinden duikers het wrak van Goliath, een Engelse oceaanlijner, op de bodem van de oceaan. De Goliath was, vier dagen na het uitbreken van de Tweede Wereldoorlog, getorpedeerd door een Duitse onderzeeboot, en was gezonken tot 300 meter.
Vanuit het wrak worden SOS-seinen opgevangen, en het blijkt dat zo'n 337 mensen al meer dan 40 jaar in het wrak hebben overleefd - o.a. door zelf zuurstof te produceren. De overlevenden worden geregeerd door een naar het schijnt welwillende dictator, wiens genialiteit hen in staat stelt hun leefgemeenschap voort te zetten. 
Er ontstaan konflikten tussen diegenen die gered willen worden, en anderen, die hun leven in Goliath willen voortzetten.

## Hoofdrolspelers
- Eddie Albert - Admiraal Wiley Sloan
- John Carradine - Ronald Bentley
- Alex Cord - Dr. Sam Marlowe
- Robert Förster - Jeff Selkirk
- Frank Gorshin - Dan Wesker
- Mark Harmon - Peter Cabot
- Christopher Lee - John McKenzie
- Jean Marsh - Dr. Goldman
- John McIntire - Senator Oliver Bartholomew
- Jeanette Nolan - Mrs. Bartholomew
- Duncan Regehr - Paul Ryker
- Emma Samms - Lea McKenzie
- Alan Fudge - Lew Bascomb
- Kirk Cameron - Liam
- Lori Lethin - Maria
- John Ratzenberger - Bill Sweeney